# Never Back Down 2
Never Back Down 2 o Never Back Down 2: The Beatdown (titulada: Rompiendo las reglas 2 en España y Rendirse jamás 2: Combate final en Hispanoamérica) es una película estadounidense de artes marciales de 2011. Está protagonizada por  Evan Peters, Michael Jai White, Dean Geyer, Alex Meraz, Todd Duffee, Scott Epstein y Jillian Murray. Se trata de una secuela de la película Never Back Down de 2008. La misma se estrenó en el festival ActionFest y luego en DVD el 13 de septiembre de 2011 por Sony Pictures Home Entertainment, marcando el debut del director Michael Jal White.

## Sinopsis
Después de perder una pelea, el boxeador Zack Gomes (Alex Meraz) es informado por un médico que ha sufrido un desprendimiento parcial de la retina, y que corre el riesgo de ceguera permanente si recibe otro golpe en la cabeza. A su salida del hospital, escucha a la recepcionista hablando y mirando una página web acerca de M.M.A. (Mixed Martial Arts o Artes Marciales Mixtas en español) y un evento próximo subterráneo conocido como "El Combate Final". 
El Talentoso luchador de MMA, Tim Newhouse (Todd Duffee), lucha para ayudar a su familia que quedó endeudada tras la muerte de su padre. El ex-luchador de secundaria, Mike Stokes (Dean Geyer), es el nuevo chico en la universidad y trata con temas relacionados con su padre dejando a su madre por un hombre. El empleado de una tienda de comics, Justin Epstein (Scott Epstein), se dirigía a su casa cuando es acechado y apuñalado por agresores. Lo salvan Tim y su maestro de artes marciales, Case Walker (Michael Jai White), que estaban entrenando en un terreno baldío.
Mike es expulsado del equipo de lucha de la universidad por iniciar una pelea con un compañero de equipo que hizo comentarios degradantes sobre su padre. Posteriormente, va a visitar a Max Cooperman (Evan Peters), quien lo había contactado previamente para entrar en el torneo "Combate Final". Fuera de la habitación de Max, Mike se encuentra con Zack e instantáneamente toman aversión el uno con el otro. Como prueba para la competencia, pelean un poco y Max les dice que si bien son buenos tienen que mejorar. Max procede a referilos a Case, que tiene una historia de toda la vida en las artes marciales, es cinta negra de karate Kyokushin, fue un antiguo luchador universitario, un experto en Jiu-Jitsu  brasileño y un instructor de defensa personal. Estaba destinado a convertirse en un fenómeno en el mundo de la MMA.
Mike y Zack encuentran a Case en su casa en un viejo depósito de chatarra con un gimnasio improvisado donde Tim y Justin ya se encuentran entrenando. En un principio Case es reacio a entrenar a cualquiera de ellos, pero les indica que les va a enseñarlos de forma diferente y que tienen que seguir sus órdenes sin chistar. Después de unas semanas de entrenamiento, los alumnos entran en una discusión sobre quien merece estar allí más, incluso llegando a lastimarse físicamente. Max entra en la caravana de Case y le ofrece la oportunidad de hacer algo de dinero y, al mismo tiempo, promover el combate final. Más tarde, Case es acosado por agentes de policía, quienes lo amenazan por violar su libertad condicional. Debido a esto, el equipo construye un nuevo gimnasio en el que puedan entrenar y mantener el torneo "Combate Final". 
Llega el peligro cuando Justin se enoja con la intimidación constante, se vuelve un bribón y decide no solo atacar a sus enemigos personales, sino también al propio grupo embaucando a su mentor para ir a la cárcel. El resto del grupo averigua lo que ha ocurrido con el asunto y decide unirse y enfrentar a Justin en el "Combate Final" para vengar a su mentor. Cada uno enfrentando sus propios juicios para llegar a la final, todo se reduce a solo uno de ellos frente a su propia cuenta. Mike vence a Zack, mientras que Justin lesiona a Tim en el baño, eliminándolo así del torneo. En la final del torneo, Mike compromete a Justin en una lucha agotadora hasta que gana al romperle el hombro derecho. Justin intenta contraatacar saltando desde atrás de Mike, pero Mike contrarresta con un puñetazo a la cara.
Mientras Mike y su novia Eve (Jillian Murray) celebran su victoria, llama a su padre y le pide ir a cenar porque tienen mucho de que hablar. Case recibe una llamada de "Big" John McCarthy y confirma su regreso a la MMA.

## Reparto
- Evan Peters es Max Cooperman.
- Dean Geyer es Mike Stokes.
- Alex Meraz es Zack Gomes.
- Todd Duffee es Tim Newhouse.
- Scott Epstein es Justin Epstein.
- Jillian Murray es Eve.
- Michael Jai White es Case Walker.
- Laura Cayouette es Vale.
- Lyoto Machida como él mismo.
- John McCarthy como él mismo.
- Eddie Bravo es D.J. Bravo

## Rodaje
El rodaje comenzó en septiembre de 2010 y terminó en noviembre de 2010 en Baton Rouge, Louisiana. Con un presupuesto de 3 millones de dólares, la película fue filmada en cuatro semanas, y los ensayos tomaron dos semanas. [3] Las peleas fueron coreografiadas por Larnell Stovall.